# Chlorocoma submissaria
Chlorocoma submissaria är en fjärilsart som beskrevs av Walker 1861. Chlorocoma submissaria ingår i släktet Chlorocoma och familjen mätare. Inga underarter finns listade i Catalogue of Life.